# 대한민국 형법 제257조
대한민국 형법 제257조는 상해, 존속상해에 대한 형법각칙의 조문이다.

## 조문
제257조(상해, 존속상해) ① 사람의 신체를 상해한 자는 7년 이하의 징역, 10년 이하의 자격정지 또는 1천만원 이하의 벌금에 처한다. 

②자기 또는 배우자의 직계존속에 대하여 전 1항의 죄를 범한 때에는 10년 이하의 징역 또는 1천500만원 이하의 벌금에 처한다. 

③전 2항의 미수범은 처벌한다.

第257條(傷害, 尊屬傷害) ① 사람의 身體를 傷害한 者는 7年 以下의 懲役, 10年 以下의 資格停止 또는 1千萬원 以下의 罰金에 處한다. <改正 1995.12.29.>
②自己 또는 配偶者의 直系尊屬에 對하여 第1項의 罪를 犯한 때에는 10年 이하의 懲役 또는 1千500萬원 이하의 罰金에 處한다. <改正 1995.12.29.>
③前 2項의 未遂犯은 處罰한다.

## 비교 조문
병역법 제68조(병역의무의 연기 및 감면의 제한) 제86조부터 제88조까지 또는 제94조에 규정된 죄를 지은 사람, 징집 또는 소집 후 복무를 이탈한 사람과 고의로 병역의무의 연기 또는 감면사유를 발생하게 한 사람에 대하여는 다음 각 호의 처분을 하지 아니한다. 다만, 본인이 아니면 가족의 생계를 유지할 수 없는 사람의 경우에는 고의로 그 사유를 발생하게 한 사람을 제외하고는 그러하지 아니하다.

군형법 제41조(근무 기피 목적의 사술) ① 근무를 기피할 목적으로 신체를 상해한 사람은 다음 각 호의 구분에 따라 처벌한다.
1. 적전인 경우: 사형, 무기 또는 5년 이상의 징역
2. 그 밖의 경우: 3년 이하의 징역

## 사례
2006년 5월 '박근혜 한나라당 대표 커터칼 피습사건'의 범인에게 제257조  ①항의 상해죄가 적용되었다.

## 판례
- 상해죄의 성립에는 상해의 고의와 신체의 완전성을 해하는 행위 및 이로 인하여 발생하는 인과관계 있는 상해의 결과가 있어야 하므로 상해죄에 있어서는 신체의 완전성을 해하는 행위와 그로 인한 상해의 부위와 정도가 증거에 의하여 명백하게 확정되어야 하고, 상해부위의 판시 없는 상해죄의 인정은 위법하다[2]
- 사실과 달리 호적부에 부로 등재되어 있는 자를 상해한 경우 존속상해죄가 성립될 수 없다[3]
- 오랜 시간 동안의 협박과 폭행을 이기지 못하고 실신하여 범인들이 불러온 구급차 안에서야 정신을 차리게 되었다면, 외부적으로 어떤 상처가 발생하지 않았다고 하더라도 생리적 기능에 훼손을 입어 신체에 대한 상해가 있다고 보아야 한다[4]

### 간접정범
- 피고인이 피해자를 협박하여 그로 하여금 자상케 한 경우에 피고인에게 상해의 결과에 대한 인식이 있고 또 그 협박의 정도가 피해자의 의사결정의 자유를 상실케 함에 족한 것인 이상 피고인에 대하여 상해죄를 구성한다[5]

## 같이 보기
- 상해죄
- 존속상해죄